# Francisco Israel Rivera
Francisco Israel Rivera Dávalos (sinh ngày 23 tháng 9 năm 1994 ở San Luis Potosí City, San Luis Potosí) là một cầu thủ bóng đá người México hiện tại thi đấu cho Mineros de Zacatecas.

## Danh hiệu
América
- CONCACAF Champions League: 2014–15, 2015–16